# Société d'énergie et d'eau du Gabon
La Société d'énergie et d'eau du Gabon (SEEG), société privatisée depuis 1997, détenue à 51 % par le groupe français Veolia Eau et à 49% par l'état gabonais, des investisseurs privés du Gabon et des salariés de l'entreprise, détient le monopole de la distribution d'eau et d'électricité au Gabon. 
La société alimente le pays en eau et en électricité, même si un certain nombre d'habitants sont amenés à constater des coupures intempestives. Pour l'eau, deux problèmes importants se posent, limiter les fuites dans le réseau et s'assurer de la potabilisation de l'eau. Pour l'électricité, la SEEG doit faire face au fréquent piratage de ses lignes. De nombreuses entreprises s'équipent en générateurs afin d'être autonomes.
Le gouvernement gabonais critique ouvertement l'entreprise depuis plusieurs années et se dit prêt  en 2009 à prendre « des mesures fortes »,. En effet, malgré des investissements de l'ordre de plusieurs centaines de millions d'euros, la SEEG est débordée par l'urbanisation galopante et rencontre d'importants problèmes de facturation, rendue difficile par le piratage du réseau, ce qui laisse à la SEEG de nombreux impayés. Depuis le début des années 2000, l'État gabonais n'investit plus de manière significative sur l'amont des activités de la SEEG, la production d'eau et d'électricité, qui restent son domaine réservé. L'État renouvelle en 2017 la concession de la SEEG pour 5 ans, peut-être en l'absence d'un repreneur. Un accord concernant les arriérés mutuels de paiements est trouvé, favorisant l'État gabonais à hauteur de 27 à 30 millions d'euros. 

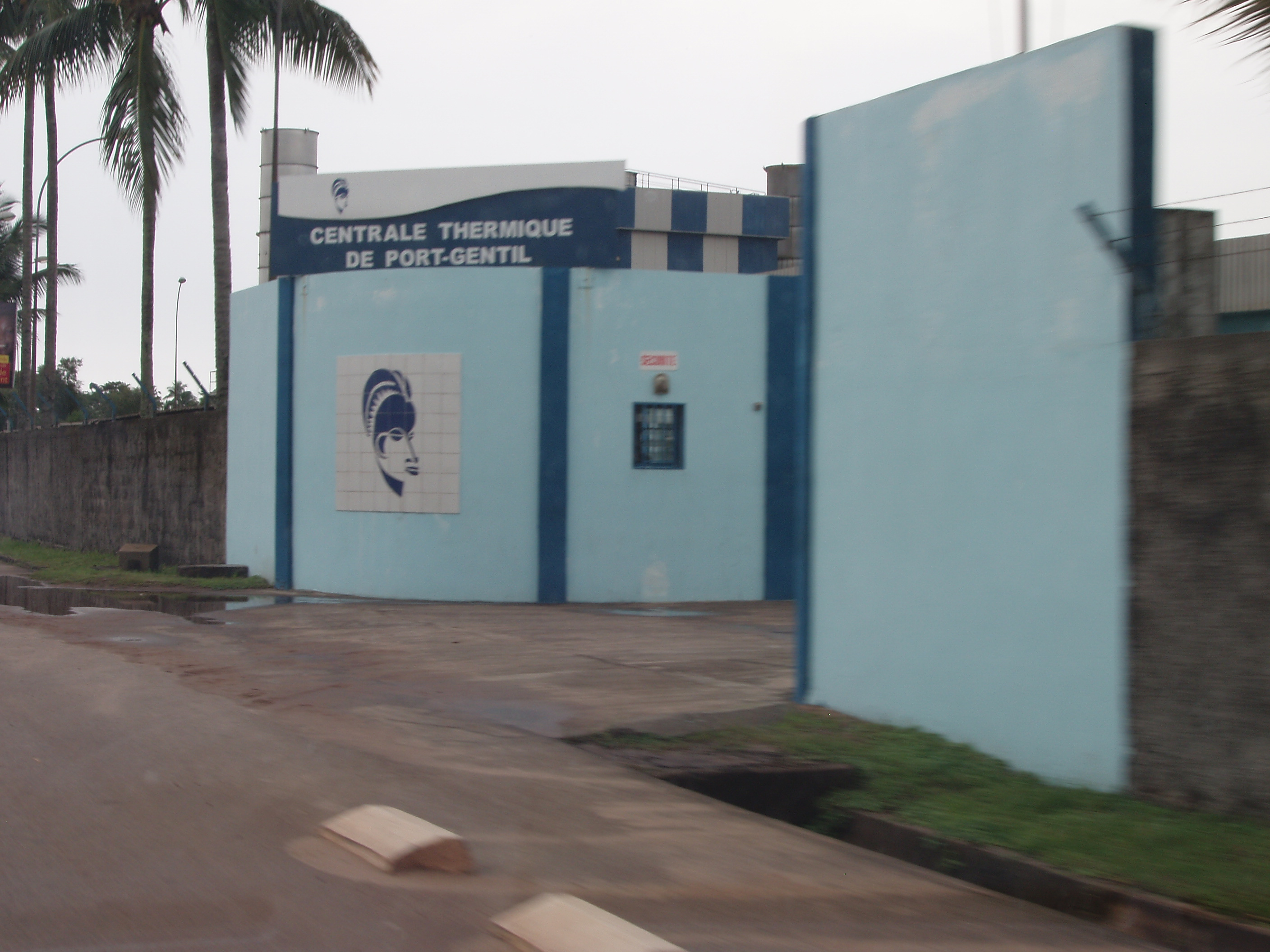
Usine SEEG à Port-Gentil

Le 16 février 2018, l’État saisit la SEEG et la place provisoirement sous son contrôle en attendant un nouveau repreneur. Le Groupe Veolia annonce son intention de contester cette action imprévue et unilatérale en justice. L’État gabonais doit, au mois de février 2018, 41 milliards de francs CFA à la SEEG,. De son côté, le gouvernement gabonais accuse également l'entreprise française de « pollution sur son sol », accusations qui sont infondées selon Veolia. La période de réquisition de l'État prend officiellement fin le 16 février 2019, et depuis cette date, le statut juridique de la société est incertain. Le 18 février, les deux parties parviennent à un accord, Veolia cédant ses parts à l'État gabonais. La SEEG redevient une société publique.